# Achétopse à flancs roux
Genre
Espèce
Synonymes
- Chaetops pycnopygius

Statut de conservation UICN

 LC  : Préoccupation mineure
L'Achétopse à flancs roux (Achaetops pycnopygius), également appelé chanteur des écueils ou fauvette des Damaras, est une espèce de passereaux de la famille des Macrosphenidae. Dans la version 2.6 (2010) de la classification du Congrès ornithologique international sont entérinés des travaux sur la phylogénie de l'espèce. Elle est donc placée dans la nouvelle famille des Macrosphenidae.
C'est la seule espèce du genre Achaetops. Achétopse est le nom français que la nomenclature aviaire en langue française (mise à jour) a donné à ce genre.
Cet oiseau vit en Angola et en Namibie.

## Sous-espèces
D'après Alan P. Peterson, il existe deux sous-espèces :
- Achaetops pycnopygius pycnopygius  (Sclater,PL) 1853
- Achaetops pycnopygius spadix  Clancey 1972